# Adam Merschbacher
Adam Merschbacher (* 1953 in München, Deutschland) ist Fachbuchautor zum Thema Brandschutz und Sachverständiger für Sicherheitseinrichtungen. Er ist von Beruf u. a. Elektromeister und seit 1978 in angestellter und selbständiger Position als Sicherheitsberater tätig. Sein Spezialgebiet ist die Koordination von konkurrierenden und ergänzenden Sicherungsmaßnahmen im Brand- und Einbruchsschutz.

## Werke

### Brandschutz und Sicherheit
- Brandschutzfibel, Alles über Brandschutz und Vorbeugung, Springer Vieweg-Verlag, ISBN 978-3658211387
- Sicherheitsfibel, Leitfaden und Beschreibung wirkungsvoller Sicherheitstechnik, Springer Vieweg-Verlag, ISBN 978-3658211400
- Automatische Rauchwarnmelder zur Brand=Früherkennung: Eine Einführung für Feuerwehren, Springer Vieweg-Verlag, ISBN 978-3658279875
- Flucht- und Rettungswege: Anforderungen behinderter Menschen an die Bewältigung von Notfällen, Springer Vieweg-Verlag, ISBN 978-3658328443
- Brandschutz. Praxishandbuch für die Planung, Ausführung und Überwachung, Rudolf-Müller-Verlag, ISBN 3-481-02054-6
- Sicherheitsanalyse für Haushalte, VdS-Verlag, ISBN 3-936050-03-1
- Sicherheitsanalyse für Gewerbebetriebe, VdS-Verlag, ISBN 3-936050-04-X
- Richtig Alarmanlagen und Sicherungen einbauen, Compact Verlag München, ISBN 3-8174-2595-3

### Sonstige
- Behindert! Wie kann ich helfen?, tredition Hamburg, ISBN 978-3-347-07602-0
- Verschenke einfach Deine Schulden, Kastner Wolnzach, ISBN 978-3-945296-78-3
- Die hohe Schule des Schafkopfspiels, Kastner Wolnzach, ISBN 978-3-945296-61-5
- Schafkopf, das anspruchsvolle Kartenspiel, PLIZ-Buch, ISBN 978-3-9812931-0-4
- Mia Bayern, PLIZ-Buch, ISBN 978-3-9812931-3-5
- Unter alpenländischem Himmel, Volkslieder für Zither, BZ-Musik
- Volkstümliche Weihnacht, für Gitarre bearbeitet, BZ-Musik
- Gruß aus dem Allgäu, für Akkordeon-Orchester, MV Dennerlein 1975
- Hackbrett-Schule, Lehrwerk für Anfänger, BZ-Musik